# Gnomidolon amaurum
Gnomidolon amaurum là một loài bọ cánh cứng trong họ Cerambycidae.